# Бала (комуна)
Бала (рум. Bala) — комуна у повіті Мехедінць в Румунії. До складу комуни входять такі села (дані про населення за 2002 рік):
- Бала (936 осіб)
- Бала-де-Сус (733 особи)
- Братешул (166 осіб)
- Братівоєшть (184 особи)
- Відімірешть (218 осіб)
- Дилма (391 особа)
- Кимпу-Маре (122 особи)
- Киршу (75 осіб)
- Коменешть (205 осіб)
- Крайніч (444 особи)
- Молань (77 осіб)
- Рудіна (625 осіб)
- Рункушору (217 осіб)
- Серденешть (195 осіб)
- Юпка (171 особа)

Комуна розташована на відстані 262 км на захід від Бухареста, 30 км на північний схід від Дробета-Турну-Северина, 99 км на північний захід від Крайови.

## Населення
За даними перепису населення 2002 року у комуні проживали 4759 осіб.
Національний склад населення комуни:
| Національність   | Кількість осіб | Відсоток |
| ---------------- | -------------- | -------- |
| румуни           | 4732           | 99,4%    |
| цигани           | 18             | 0,4%     |
| угорці           | 3              | 0,1%     |
| росіяни-липовани | 2              | < 0,1%   |
| серби            | 1              | < 0,1%   |

Рідною мовою назвали:
| Мова      | Кількість осіб | Відсоток |
| --------- | -------------- | -------- |
| румунська | 4740           | 99,6%    |
| циганська | 13             | 0,3%     |
| російська | 2              | < 0,1%   |
| угорська  | 1              | < 0,1%   |

Склад населення комуни за віросповіданням:
| Релігія       | Кількість осіб | Відсоток |
| ------------- | -------------- | -------- |
| православні   | 4684           | 98,4%    |
| баптисти      | 46             | 1,0%     |
| п'ятдесятники | 14             | 0,3%     |
| бретрени      | 7              | 0,1%     |
| римо-католики | 4              | 0,1%     |
| атеїсти       | 4              | 0,1%     |